# Халвдан Черния
Халвдан Гюдрьодсон с прякор Халвдан Черния (Халвдан Сварте), наречен така заради черната му коса, е конунг от династията Инглинги, управлявал югоизточната част на Норвегия. Той е баща на Харал Прекраснокосия, който по-късно ще бъде първият норвежки крал, започнал обединението на страната.

## Ранни години
Бащата на Халвдан, Гюдрьод Ловеца, бил конунг на Вестфол. В своята сага Снори Стурлусон разказва, че Гюдрьод бил убит с копие по време на едно пиршество от един слуга, когато синът му Халвдан бил едва на годинка. Убийството било извършено по заповед на съпругата на Гюдрьод, кралица Оса Харалдсдотир от Агдер, която отмъщавала за собствения си баща и брат си, убити от войниците на Гюдрьод, когато той я отвлякъл. Оса била отвлечена и насила омъжена за Гюдрьод, на когото родила сина му Халвдан. След убийството Оса веднага заминала с малкия Халвдан на запад към Агдер, останала там и поела властта в кралството на баща си.

## Завоевания
Когато Халвдан навършил осемнадесет години, той бил избран за крал на Агдер, а малко след това заминал за родния си Вестфол и разделил страната със своя полубрат Олав Гайщад-Алв. Същата есен тръгнал с войска към Вингюлмарк срещу крал Гандалв и с оръжие в ръка го принудил да му отстъпи половината от Вингюлмарк, толкова, колкото бил управлявал баща му Гюдрьод. След това завладял Ромерике, Хедмарк, Тотен, Ландия и други земи в Норвегия и станал могъщ конунг.

## Семейство
Халвдан Черния се оженил за Рагнил – дъщерята на конунга на Согн, Харалд Гюлшег. Родил им се син, когото Халвдан Черния кръстил на себе си. Момчето израснало в Согн при дядо си крал Харалд, който му отстъпил владенията си и го обявил за конунг. Скоро след това обаче момчето заболяло и починало едва 10-годишно, по същото време починала и Рагнил. Веднага щом научил за смъртта на сина си, Халвдан Черния тръгнал с голяма свита на север към Согн, получил наследството на сина си и поставил областта Сигна под своя власт, предоставяйки управлението на приятеля си ярл Атле като го натоварил да съблюдава местните закони и да събира данъците, а самият Халвдан се върнал в Опландия.
След това той се оженил за друга Рагнил – Рагнил Сигурдсдатер, дъщеря на Сигурд Юрт, конунг на Рингерике. Тя му родила син, когото кръстили Харалд.

## Смърт
Четиридесетгодишен, Халвдан Черния се удавил с част от свитата си при прекосяването на един замръзнал залив, където ледът се пропукал. Първоначално било решено тялото му да бъде пренесено и погребано в Рингерике, но когато се разчуло за гибелта му, дошли представители и от други области, тъй като народът много обичал своя крал и всички настоявали той да бъде погребан именно при тях. В крайна сметка тленните останки на Халвдан били разделени на четири части, главата била положена в могила в Рингерике, а останалите части били тържествено отнесени от пратениците по техните родни места и погребани в подобни гробници-могили. Всички тези гробници се наричат Могили на Халвдан.